# Aimé Mabika
Aimé Mabika, né le 16 août 1998 en Zambie, est un footballeur international zambien. Il joue au poste de défenseur central au Toronto FC.

## Biographie

### Jeunesse et formation
Né en Zambie, Aimé Mabika déménage aux États-Unis à l'âge de huit ans avec sa famille et s'installe à Lexington, dans le Kentucky,. Il joue au Lexington FC. À l'école secondaire Henry Clay, il est élu Joueur de l'année 2016 de la Gatorade High School.

### Parcours universitaire
En 2016, il fréquente l'université du Kentucky, où il joue au soccer au niveau universitaire, faisant partie de l'équipe en tant que redshirt. Il dispute sa première saison en 2016, mais est nommé au tableau d'honneur du commissaire de la Conference USA et au tableau d'honneur académique de première année de la Southeastern Conference.
Le 17 septembre 2017, il inscrit son premier but universitaire, en marquant un penalty contre les Lobos du Nouveau-Mexique. Il mène l'équipe avec deux buts gagnants cette saison et termine à égalité en tête de l'équipe avec trois buts,,. En 2017, il est nommé dans l'équipe-type freshman de la Conference USA, à nouveau au tableau d'honneur du commissaire de la Conference USA et au tableau d'honneur académique d'automne de la Southeastern Conference.
En 2018, il est nommé deux fois joueur défensif de la semaine de la Conference USA,. Il est également nommé à la troisième équipe-type America, à l'équipe-type de la région du Sud-Est, à la première équipe-type Conference USA, au tableau d'honneur du commissaire de la Conference USA et au tableau d'honneur académique de l'automne de la Southeastern Conference.
En 2019, il est capitaine de l'équipe. Le 31 août 2019, il inscrit un doublé en marquant deux penaltys contre les Great Danes d'Albany. Il est nommé joueur de l'année de la Conference USA et co-joueur défensif de cette même conférence, est sélectionné dans l'équipe-type de la région du Sud-Est, l'équipe-type de la Conference USA ainsi que l'équipe du tournoi, l'équipe-type de Scholar America, l'équipe-type de la Scholar Region du Sud, le tableau d'honneur du commissaire de la Conference USA et le tableau d'honneur académique de l'automne de la Southeastern Conference,. Après la saison, il est sélectionné pour participer au MLS College Showcase.
En 2020, il est nommé dans l'équipe-type de la région du Sud-Est, au tableau d'honneur du commissaire de la Conference USA et au tableau d'honneur académique de l'automne de la Southeastern Conference. Au cours de ses quatre saisons, il marque 10 buts et ajoute deux passes décisives en 62 matchs pour 53 titularisations, et aide l'équipe à enregistrer 28 blanchissages.

### Carrière en club
Il continue à jouer au soccer pendant ses vacances d'été, lorsqu'il joue avec les Dutch Lions de Cincinnati — club de Premier Development League — en 2018.
Lors du repêchage universitaire de la Major League Soccer, il est sélectionné au premier tour — 26e choix au total — par l'Inter Miami,,. En mai 2021, il signe un contrat professionnel avec l'équipe réserve, le Fort Lauderdale CF (plus tard rebaptisée Inter Miami II). Il fait ses débuts professionnels le 2 mai, lors d'une victoire 2-1 contre les Kickers de Richmond. Au sein de l'équipe réserve, il est régulièrement capitaine. Le 8 octobre 2021, il rejoint l'équipe première dans le cadre d'un prêt à court terme, en raison d'une pénurie d'effectif. Il fait ses débuts en Major League Soccer le 9 octobre contre les Red Bulls de New York,. Le 22 octobre, il effectue un deuxième prêt à court terme avec l'équipe,. Puis, en janvier 2022, il signe un contrat permanent avec l'équipe première. Il est dans l'équipe de la semaine de la MLS en avril 2022.
En avril 2023, il est acquis par le Toronto FC en échange de 100 000 dollars d'allocation générale et de 100 000 dollars supplémentaires, Miami conservant également un pourcentage de vente future de 25 %,. Il fait ses débuts pour le club le 6 mai 2023 contre le Revolution de la Nouvelle-Angleterre.

### Carrière internationale
Mabika est né en Zambie de parents congolais. À la naissance, il avait la double nationalité zambienne et congolaise. Cependant, lorsqu'il obtient la nationalité américaine à l'âge de 21 ans, ses deux citoyennetés zambienne et congolaise sont automatiquement révoquées. Toutefois, il pouvait obtenir à nouveau la nationalité zambienne sans renoncer à sa nationalité américaine en faisant une déclaration de loyauté envers la Zambie.
En mars 2022, il est appelé pour la première fois en équipe de Zambie, avant une série de matches amicaux,,. Mabika fait ses débuts pour la Zambie lors d'un match amical remporté 3-1 contre le Congo le 25 mars 2022. Cependant, il ne peut jouer lors des matchs officiels en raison de sa citoyenneté. En janvier 2023, son processus de naturalisation est finalisé, lui permettant de représenter la Zambie lors des compétitions officielles,, avec son passeport finalement arrivé en mars 2023.